# Orthomiella putaoica
Orthomiella putaoica är en fjärilsart som beskrevs av Robert Christopher Tytler 1926. Orthomiella putaoica ingår i släktet Orthomiella och familjen juvelvingar. Inga underarter finns listade i Catalogue of Life.